# Vocalise (Rachmaninov)
Pour les articles homonymes, voir Vocalise (homonymie).

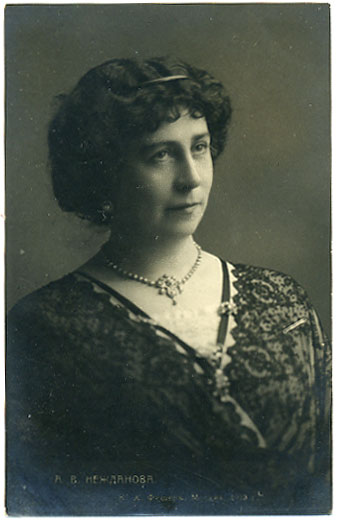
La soprano Antonina Nejdanova à qui l'œuvre est dédiée.

Vocalise Opus 34 n°14 est une mélodie composée par Sergueï Rachmaninov en 1915 en tant que dernière pièce des Romances Opus 34.
Elle a été écrite à l'origine pour une voix de soprano ou de ténor avec un accompagnement au piano, sans paroles, chantée sur une voyelle choisie par l'interprête, d'où le terme de « vocalise ».
La pièce est dédiée à la soprano russe Antonina Nejdanova (1873-1950).
La composition originale est en do dièse mineur, mais elle a été transposée dans différentes tonalités. Elle a été créée dans sa version pour orchestre en mi mineur à Moscou en janvier 1916.

## Arrangements
Vocalise a fait l'objet de nombreux arrangements pour différents instruments, notamment pour orchestre (par Rachmaninov lui-même, mais aussi par Morton Gould, Kurt Sanderling), mais aussi pour différents instruments : flûte par Charles Gerhardt, violon et piano, trio violon-violoncelle-piano par le trio Eroica, et même pour ensemble de jazz par Don Sebesky ou pour thérémine par le musicien néerlandais Thorwald Jørgensen.